# 石鸿俊
石鸿俊（1991年10月4日—），是一名中国足球运动员，司职中场，现效力于中国足球超级联赛球队广州恒大。

## 俱乐部生涯
石鸿俊出自广州医药青年队。2007年，他曾被交流到沈阳队参加第六届城运会足球比赛。在三四名决赛中，他在加时赛射进一球，帮助沈阳队2比1击败由他在青年队的队友组成的广州队，获得季军。
2010年，广州队因涉嫌假球案件被罚降入中甲联赛，数名主力球员出走，石鸿俊被临时主帅彭伟国提升进入一线队。4月3日，石鸿俊在联赛第一轮广州恒大主场3比1击败北京理工大学的比赛第68分钟替补加布里埃尔·梅尔坎出场，完成职业生涯的处子秀。7月21日，石鸿俊在广州恒大主场对阵南京有有的比赛中得到联赛第二次出场机会，他替补出场并在79分钟接孙祥的助攻射门得手，射进球队本场比赛的第八个进球，最终帮助广州恒大10比0击败对手，创造了联赛的新纪录。他在2010赛季出场2次射进1球，随队获得中甲联赛冠军。
2011赛季，由于球队在中场位置引进了数名实力较强的中场球员，石鸿俊大部分时间都参加预备队联赛。8月6日，他在广州恒大主场4比0击败青岛中能的比赛下半场第84分钟替补吴坪枫出场，第一次在中超联赛亮相。之后他又在主场2比0击败山东鲁能泰山和客场2比2战平成都谢菲联的比赛中分别替补郜林和杨昊出场，赛季共登场3次，随队获得中超联赛冠军。
2013年2月26日，广州恒大主场与浦和红钻的比赛，石鸿俊在第80分钟替补孔卡上场，得到自己在亚冠的第一次出场机会。

## 出场记录
最后更新：2013年3月1日
| 赛季 | 球队     | 联赛 | 联赛 | 联赛 | 足协杯 | 足协杯 | 中超杯 | 中超杯 | 亚冠 | 亚冠 | 总计 | 总计 |
| 赛季 | 球队     | 联赛 | 出场 | 进球 | 出场   | 进球   | 出场   | 进球   | 出场 | 进球 | 出场 | 进球 |
| ---- | -------- | ---- | ---- | ---- | ------ | ------ | ------ | ------ | ---- | ---- | ---- | ---- |
| 2010 | 广州恒大 | 中甲 | 2    | 1    | -      | -      | -      | -      | -    | -    | 2    | 1    |
| 2011 | 广州恒大 | 中超 | 3    | 0    | 0      | 0      | -      | -      | -    | -    | 3    | 0    |
| 2012 | 广州恒大 | 中超 | 2    | 0    | 2      | 0      | -      | -      | 0    | 0    | 4    | 0    |
| 总计 | 总计     | 总计 | 7    | 1    | 2      | 0      | 0      | 0      | 0    | 0    | 9    | 1    |